# Klub hokeja na ledu Mladost
Klub hokeja na ledu Mladost je klub u hokeju na ledu iz Zagreba. Klupsko sjedište je na adresi Schlosserove stube 2.

## Klupski uspjesi

### Prvenstvo
- prvaci: 1947., 1949., 2008., 2021.

## Vanjske poveznice
- Eurohockey.net